# Liste der Stolpersteine in Nassau (Lahn)
In der Stadt Nassau (Lahn) hat der Künstler Gunter Demnig am 14. Dezember 2010 insgesamt 19 Stolpersteine an elf Standorten verlegt. Sie erinnern an jüdische Bürger der Stadt, die unter der NS-Herrschaft deportiert wurden und den Tod fanden bzw. ermordet wurden. Den 14- bis 80-jährigen Nassauern jüdischen Glaubens war gemeinsam, dass sie nach ihrer Vertreibung aus Nassau ermordet wurden oder nach ihrer Deportation als verschollen galten. Einer – Gustav Stern – hatte die Pogromnacht am 10. November 1938 in Nassau so erschüttert, dass er sich eine Woche später in einem Hotel in Wiesbaden das Leben nahm.
Die Stolpersteine wurden durch private Spenden finanziert sowie durch Spenden der katholischen und der evangelischen Kirchengemeinde, des Geschichtsvereins sowie der Ortsvereine von SPD und CDU. So kam zum Beispiel die Evangelische Kirchengemeinde Nassau für drei der Stolpersteine auf, nämlich für die Stolpersteine von Sara Strauss, Gustav Stern und Kathinka Hofmann. Das Geld für diese drei Steine stammte weitgehend aus dem Erlös eines Konzerts der jüdischen Musikerin Odelia Lazar und dem Liedermacher Jörg Erb. Schüler des Nassauer Schulzentrums übernahmen die Patenschaft für den Stolperstein von Inge Marx, die an der Realschule Nassau unterrichtet wurde und an ihrem 14. Geburtstag in Kowno ermordet worden. Vater Paul Marx war als Lehrer an der Realschule tätig gewesen.
Anlass für das Konzert war ein Gedenkabend, zu dem die Stadt Nassau unter Stadtbürgermeister Armin Wenzel für den 10. November 2009 in die evangelische Johanneskirche eingeladen hatte, um den Opfern der Pogrome gegen Juden zu gedenken und an die Plünderung jüdischer Einrichtungen im Jahr 1938 zu erinnern. Bei dieser Veranstaltung wurde die Idee der Stolperstein-Verlegung vorgestellt. 
Den Anstoß zur Verlegung der Stolpersteine hatte die in Tel Aviv geborene Musikerein Odelia Lazar gegeben. Mit Schülern der Realschule in Nassau suchte sie jene Häuser auf, in den einst jüdische Bürger der Stadt gelebt hatten. Am 8. Januar 2010 wurde das Projekt in der Stadthalle der Öffentlichkeit vorgestellt. Dem war ein einstimmiges Votum des Stadtrats für die Verlegung von Stolpersteinen vorausgegangen.
Dieter Wortmann, der Beigeordnete der Stadt Nassau und Ehemann der evangelischen Gemeindepfarrerin von Nassau, Dr. Brigitte Menzel-Wortmann, koordinierte die Suche nach Spendern, die Festlegung der Standorte und die Verlegung der Stolpersteine. Waltraud Becker-Hammerstein und Werner Becker leisteten mit ihrem Buch „Julius Israel Nassau: Juden in einer ländlichen Kleinstadt im 19. und 20. Jahrhundert“ aus dem Jahr 2002 eine wichtige Vorarbeit für die Stolpersteine. In ihrem Buch dokumentieren sie unter anderem, wo in Nassau welche jüdischen Familien gelebt hatten.
Am 26. Januar 2011 verlegte Gunter Demnig im Ortsteil Bergnassau-Scheuern eine Stolperschwelle an der Zufahrt zur Stiftung Scheuern. Die Inschrift erinnert an die mehr als 1000 Menschen mit Beeinträchtigung oder psychischer Erkrankung, die aus der damaligen Zwischenanstalt Scheuern in andere „Heilanstalten“ verlegt wurden und dort starben oder ermordet wurden. Die meisten von ihnen wurden in Hadamar getötet. Die Stolperschwelle im Nassauer Ortsteil war zum Zeitpunkt der Verlegung erst die dritte Stolperschwelle, die Gunter Demnig verlegte. Die beiden anderen hatte er in Frankfurt und Hamburg verlegt.
Die Stolperschwelle wurde im Wesentlichen durch Spenden der Kirchengemeinde der Stiftung Scheuern und des Apothekers Christian Wuth aus Diez finanziert. Die Verlegung durch Gunter Demnig erfolgte vor einer großen Zahl Gästen. Der damalige Direktor, Pfarrer Eckhard Bahlmann, hielt zu Beginn am Mahnmal auf dem Gelände der Stiftung Scheuern eine Andacht im Gedenken an die Opfer der „Euthanasie“-Verbrechen der Nationalsozialisten. Anschließend wurde die Stolperschwelle verlegt. Auch der damalige Leiter der Gedenkstätte Hadamar, Dr. Georg Lilienthal sowie ein Vertreter der Jüdischen Gemeinde Koblenz waren zugegen. Das Mahnmal erinnert an die Opfer der nationalsozialistischen „Euthanasie“-Verbrechen. In der Stiftung Scheuern verdeutlichte eine Ausstellung das Leben in der „Anstalt Scheuern“ in den 1930er- und 1940er-Jahren. Sie zeigte Bilder aus dem Alltag, aber auch Fotos, die eng mit der nationalsozialistischen Herrschaft und ihren Gewalttaten in Verbindung stehen.
| Name               | Adresse                                       | Inschrift | Datum der Verlegung | Foto |
| ------------------ | --------------------------------------------- | --- | ------------------- | ---- |
| Sara Strauss       | Kettenbrückstraße 2 ·                         | Hier wohnte Sara Strauss, geb. Liebmann, Jg. 1868, deportiert 1942, Theresienstadt, tot 17.9.1942 | 14.12.2010          |      |
| Gustav Anger       | Obertal 14 ·                                  | Hier wohnte Gustav Anger, Jg. 1896, deportiert 1942, ermordet 1942 in Auschwitz | 14.12.2010          |      |
| Paul Marx          | Kirchstraße 4 (an der Ecke zur Römerstraße) · | Hier wohnte Paul Marx, Jg. 1891, deportiert 1941, Kowno, ermordet 25.11.1941 | 14.12.2010          |      |
| Inge Marx          | Kirchstraße 4 (an der Ecke zur Römerstraße) · | Hier wohnte Inge Marx, Jg. 1927, deportiert 1941, Kowno, ermordet 25.11.1941 | 14.12.2010          |      |
| Irma Marx          | Kirchstraße 4 (an der Ecke zur Römerstraße) · | Hier wohnte Irma Marx, geb. Goldschmidt, Jg. 1898, deportiert 1941, Kowno, ermordet 25.11.1941 | 14.12.2010          |      |
| Elise Goldschmidt  | Kirchstraße 4 (an der Ecke zur Römerstraße) · | Hier wohnte Elise Goldschmidt, geb. Rosenthal, Jg. 1868, deportiert 1941, Kowno, ermordet 25.11.1941 | 14.12.2010          |      |
| Salomon Hofmann    | Gerhart-Hauptmann-Straße 6 ·                  | Hier wohnte Salomon Hofmann, Jg. 1863, deportiert 1942, Theresienstadt, tot 9.7.1943 | 14.12.2010          |      |
| Kathinka Hofmann   | Gerhart-Hauptmann-Straße 6 ·                  | Hier wohnte Kathinka Hofmann, geb. Katz, Jg. 1878, deportiert 1942, Theresienstadt, ermordet 1944 in Auschwitz | 14.12.2010          |      |
| Lina Israel        | Amtsstraße 2 ·                                | Hier wohnte Lina Israel, geb. Kaufmann, Jg, 1878, deportiert 1942, ermordet 1942 im besetzten Polen | 14.12.2010          |      |
| Leopold Israel     | Obertal 3 ·                                   | Hier wohnte Leopold Israel, Jg. 1868, deportiert 1942, Theresienstadt, tot 12.3.1943 | 14.12.2010          |      |
| Amalie Lindheimer  | Bachgasse 1 ·                                 | Hier wohnte Amalie Lindheimer, Jg. 1878, deportiert 1942, Theresienstadt, tot 1942 | 14.12.2010          |      |
| Johanna Lindheimer | Bachgasse 1 ·                                 | Hier wohnte Johanna Lindheimer, Jg. 1874, deportiert 1942, Theresienstadt, tot 2.4.1943 | 14.12.2010          |      |
| Recha Lindheimer   | Bachgasse 1 ·                                 | Hier wohnte Recha Lindheimer, geb. Stern, Jg. 1889, deportiert 1942, ermordet 1942 in Auschwitz | 14.12.2010          |      |
| Bertha Rubens      | Bachgasse 1 ·                                 | Hier wohnte Bertha Rubens, geb. Lindheimer, Jg. 1911, deportiert 1942, ermordet 1942 in Auschwitz | 14.12.2010          |      |
| Helene Hirsch      | Oranienstraße 2 ·                             | Hier wohnte Helene Hirsch, geb. Lindheimer, Jg. 1922, deportiert 1942, Auschwitz, ermordet 5.11.1942 | 14.12.2010          |      |
| Otto Löw           | Freiherr-vom-Stein-Straße 8 ·                 | Hier wohnte Otto Löw, Jg. 1879, deportiert 1942, Lublin, ermordet 18.6.1942, Sobibor | 14.12.2010          |      |
| Rosalie Löw        | Freiherr-vom-Stein-Straße 8 ·                 | Hier wohnte Rosalie Löw, geb. Landau, Jg, 1885, deportiert 1942, Lublin, ermordet 18.6.1942, Sobibor | 14.12.2010          |      |
| Emma Rosenthal     | Bahnhofstraße 4 ·                             | Hier wohnte Emma Rosenthal, geb. Heilbronn, Jg. 1884, deportiert 1941, ermordet 1941 in Lodz | 14.12.2010          |      |
| Gustav Stern       | Emser Str. 14/16 ·                            | Hier wohnte Gustav Stern, Jg. 1854, gedemnütigt/entrechtet, Flucht in den Tod, 18.11.1938, Wiesbaden | 14.12.2010          |      |
|                    | Am Burgberg 5 ·                               | Mehr als 1000 Menschen wurden von den Nationalsozialisten zwischen 1941 und 1945 aus der zur Zwischenanstalt umfunktionierten Landesanstalt Scheuern in andere ‚Heilanstalten‘ überwiesen und dort ermordet. Die meisten in Hadamar. | 27.1.2011           |      |